# Mech (album)
Mech – trzeci studyjny album zespołu Mech wydany 26 września 2005 roku nakładem wytwórni Metal Mind. Utrzymany jest w stylistyce rocka i heavy metalu.

## Lista utworów
źródło:.
1. „Piłem z diabłem bruderschaft” – 5:44
2. „Tasmania” – 3:44
3. „Painkiller” – 3:16
4. „Nie widzieć nic” – 3:17
5. „Pain” – 2:51
6. „Brudna muzyka” – 4:05
7. „Realny świat” – 3:24
8. „All a Bad Dream” – 4:23
9. „Fear 2004” – 2:04
10. „Daleka droga” – 4:19
11. „Czy to możliwe?” – 4:28
12. „Ramiona przygarną zawsze gdzieś” – 4:07

## Twórcy
źródło:.
- Piotr Chancewicz – gitara, producent
- Maciej Januszko – śpiew
- Krzysztof Najman – gitara basowa
- Piotr Pawłowski – akordeon, perkusja

Gościnnie
- Rafał Błażejewski – instrumenty klawiszowe
- Grzegorz Lalek – skrzypce
- Janusz Łakomiec – gitara, instrumenty klawiszowe
- Wojciech Łuczaj Pogorzelski – gitara
- Dorota Marczyk – śpiew
- Lesław Matecki – gitara
- Andrzej Mazurek – śpiew
- Mateusz Pospieszalski – philicordia
- Patryk Rogoziński – wiolonczela
- Łukasz Rychlicki – śpiew